# Kit-Cat-Klub

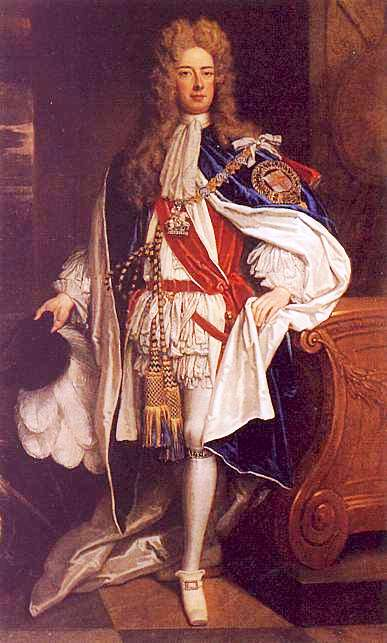
Porträt des Kit-Cat-Klub-Mitglieds John Churchill, „His Grace the Duke of Marlborough“ von Sir Godfrey Kneller, um 1705

Der Kit-Cat-Klub war ein Londoner Klub des frühen 18. Jahrhunderts, in dem zahlreiche Mitglieder der Whigs organisiert waren, die politisch und künstlerisch aktiv waren.

## Ziele und Mitglieder

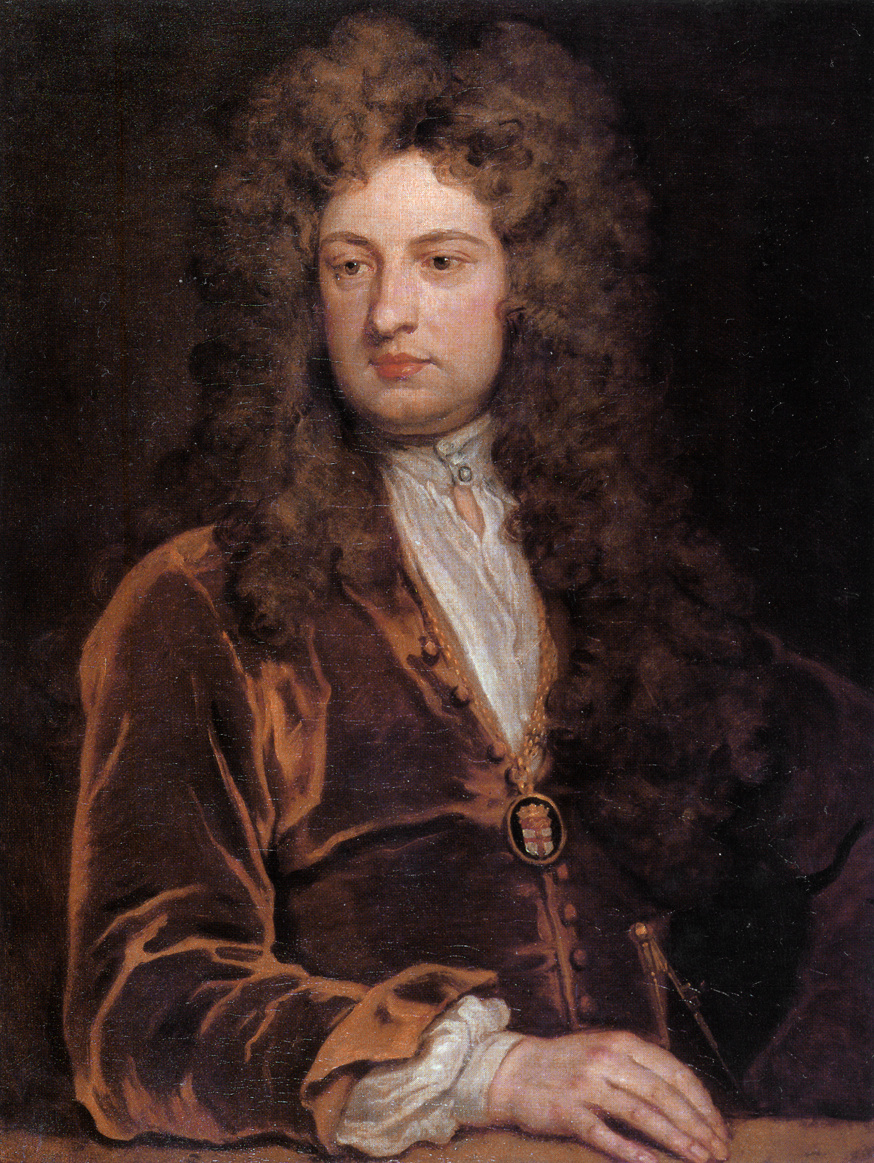
Sir John Vanbrugh in einem von Godfrey Knellers Porträt der Kit-Cat-Klubmitglieder

Politisch befürwortete der Klub eine Stärkung des Parlaments, die Einschränkung der absoluten Monarchie, den Widerstand der britischen Krone gegen Frankreich und dessen politisches System sowie eine protestantische Nachfolge für den britischen Thron. Nach außen betonte der Klub eher seine Rolle als gesellschaftlicher Treffpunkt. In dem Klub verkehrten u. a. William Congreve, Joseph Addison, der Maler Godfrey Kneller, John Vanbrugh und Politiker wie Marlborough, Charles Seymour, Thomas Pelham-Holles und der zeitweilige Premierminister Robert Walpole.

## Geschichte
Der Vanbrugh-Biograph Downes spekuliert, dass die Ursprünge des Kit-Cat-Klubs auf die Zeiten vor der Glorreichen Revolution zurückgehen, durch die Jakob II. auf dem englischen Thron durch Wilhelm III. abgelöst wurde. Downes zitiert den Whig-Historiker John Oldmixon, der viele der an dem Umsturz Beteiligten kannte und festhielt, dass viele der späteren Klubmitglieder sich vor 1689 häufig in einer Bar trafen, um sich auszutauschen.
Der Schriftsteller Horace Walpole, Sohn des Kit-Cat-Klubmitglieds Robert Walpole, behauptete, dass die respektablen älteren Mitglieder, die im Allgemeinen als Salonlöwen beschrieben wurden, „in Wirklichkeit die Patrioten waren, die Großbritannien retteten“, und deutete damit an, dass die Klubmitglieder die eigentlich treibende Kraft hinter der Glorreichen Revolution waren. Politische Verschwörungen dieser Art sind in der Regel schlecht dokumentiert, so dass es auch hier wohl bei der Spekulation bleiben wird.
Das Klubmitglied Godfrey Kneller schuf in über 20 Jahren insgesamt 48 Porträts von Mitgliedern des Klubs. Diese Gemälde bilden heute die vollständigste Mitgliederliste dieses Klubs. Alle Gemälde haben das Format von 36 mal 28 Zoll (das sind etwa 90 mal 70 cm); sie befinden sich heute in der National Portrait Gallery in London.

## Name des Klubs
Der Name des Klubs wird auf Christopher Cat, kurz Kit Cat genannt, zurückgeführt, der ein Restaurant in der Shire Lane nahe dem Temple Bar besaß und dessen Hammelpasteten als Kit-Cats bekannt waren.
Der Klub-Name stand Pate für die akademische Literaturzeitschrift The Scriblerian and the Kit-Cats. Auch der Schokoladenriegel KitKat soll auf den Namen dieses Klubs zurückzuführen sein.